# Zatoka Nortona
Zatoka Nortona (ang. Norton Sound) – zatoka Morza Beringa u zachodniego wybrzeża Alaski (Stany Zjednoczone), położona pomiędzy deltą rzeki Jukon na południu a półwyspem Seward na północy.
Zatoka wcina się w głąb lądu na odległość około 200 km, liczy około 115 km szerokości. Żegluga możliwa jest od maja do października, przez pozostałą część roku zatoka skuta jest lodem. U wejścia do zatoki, na północnym brzegu położone jest miasto Nome.
Nazwę zatoce nadał James Cook, który dotarł tu w 1778 roku. Upamiętnia ona Fletchera Nortona, spikera brytyjskiej Izby Gmin.